# أمبيلوكيبي
أمبيلوكيبي: (باليونانية:Αμπελόκηποι)، (بالإنجليزية:Ampelokipoi)، مدينة يونانية ومركز لبلدية تقع في شمال البلاد وهي تقع ضمن سالونيك التي تتبع إدارياً لإقليم مقدونيا الوسطى الإداري.

## الموقع والسكان
تشكل أمبيلوكيبي إحدى ضواحي سالونيك من جهة الشمال الغربي، إذ تتصل مباشرة بها من جهة الجنوب بدون وجود أي فاصل بادي للعيان، بينما تحدها من الشرق نيابولي، من الشمال بلديتي مينميني وَستافروبولي، ومن الغرب بلدية إفوسموس.
بلغ عدد سكان المدينة (43) ألف نسمة (الإحصاء السكاني لعام 2001)، على مساحة لا تتعدى الكيلومترين المربعين، وبالتالي تكون أمبيلوكيبي ثالث مدينة ازدحاماً سكانياً في اليونان بعد نيابولي وَكاليثيا.

## التسمية، والتاريخ
يعني اسم المدينة (حدائق الكرمة) في اللغة اليونانية، وذلك من (أمبيلو) (Ampelo=Αμπελό) وتعني الـكرمة، وَ (كيبي) (Kipoi=κηποι) وتعني حدائق.
أشارت التنقيبات الأثرية ضمن أمبيلوكيبي إلى بعض اللقى من الفترة الـرومانية والـمسيحية المبكرة، وهذه اللقى هي عبارة عن مواد متعلقة بالمقابر والدفن، حيث كانت المنطقة التي تقوم عليها المدينة الحالية عبارة عن منطقة مقابر.
في القرون اللاحقة أصبحت منطقة زراعية نظراً لقربها من سالونيك وطبيعة أرضها السهلية. استمر هذا الأمر حتى العام 1913 م، عندما بدأ بعض اللاجئين في تلك الفترة غير المستقرة ببناء مساكن ضمن هذه الأرض، ومع التدفق المكثف للاجئي آسيا الصغرى عام 1922، تشكلت المستوطنة التي أصبحت لاحقاً المدينة الحالية. بنيت عام 1928 أول كنيسة فيها عندما أصبح عدد السكان (4) آلاف نسمة.
كانت المستوطنة جزءاً من سالونيك، ثم من هارمانكي (إفوسموس الحالية)، حتى العام 1934 عندما أخذت اسمها الحالي وأصبحت مجتمعاً مستقلاً. حولت إلى بلدية عام 1954.

## متفرقات
- كل أراض المدينة عبارة عن مناطق سكنية ذات كثافة عالية.
- ما زال سكان المدينة يحتفظون ببعض عادات أسلافهم الذين قدموا من الأناضول.
- أهم نادي رياضي في المدينة هو أمبيلوكيبي أف سي.

## وصلات خارجية
- موقع المدينة الرسمي